# Crisantemos tardíos
Crisantemos tardíos (晩菊 Bangiku?) es una película dramática japonesa de 1954 dirigida por Mikio Naruse. Sigue a cuatro geishas retiradas y sus luchas por perseverar en el Tokio posterior a la Segunda Guerra Mundial. La película está basada en tres cuentos de la escritora Fumiko Hayashi.

## Sinopsis
Crisantemos tardíos entrelaza las vidas de cuatro geishas jubiladas, Kin, Tamae, Tomi y Nobu, durante un período de cuatro días sucesivos. Kin es una prestamista y una mujer de negocios despiadada, que insiste en que sus excompañeras geishas Tamae, Tomi y Nobu le paguen. Su asesor financiero, Itaya, intenta convencerla de que compre un terreno en el campo, ya que los precios suben constantemente.
Tamae y Tomi, ambas viudas, viven juntas. Tamae sufre migrañas y, como resultado, no puede trabajar con tanta frecuencia como le gustaría como empleada doméstica en un hotel. Tampoco está contenta con la relación de su hijo Kiyoshi con una amante mayor, que le paga por estar a su servicio. Tomi no puede pagar sus deudas debido a su adicción al juego. Lamenta el próximo matrimonio de su hija Sachiko con un hombre mayor y trata de persuadirla para que no lo haga. Nobu dirige un restaurante con su marido, que es frecuentado por las otras mujeres.
Seki, un antiguo cliente de Kin, que fue enviado a prisión después de intentar matarla y suicidarse, intenta pedirle dinero prestado, pero rápidamente lo rechaza. Sin embargo, Kin se emociona cuando escucha que el soldado retirado Tabe, su antiguo patrón y amante, regresa a buscarla. Para su decepción, Tabe también quiere pedirle dinero prestado. Ella rechaza su petición y quema su fotografía para borrar todos los recuerdos restantes.
Tamae y Tomi finalmente se quedan solas cuando Kiyoshi se va a Hokkaidō en busca de trabajo y Sachiko se muda con su futuro esposo. Kin se entera por Nobu de que Seki fue arrestado por un delito relacionado con el dinero, pero lo ignora. Se sube al tren con Itaya para inspeccionar una propiedad en el campo que piensa comprar.

## Reparto
- Haruko Sugimura como Kin;
- Chikako Hosokawa como Tamae;
- Yūko Mochizuki como Tomi;
- Sadako Sawamura como Nobu;
- Ken Uehara como Tabe;
- Hiroshi Koizumi como Kiyoshi;
- Ineko Arima como Sachiko;
- Bontarō Miake como Seki;
- Sonosuke Sawamura como Sentarō;
- Daisuke Katō como Itaya.

## Fuente literaria
Crisantemos tardíos está basada en varios cuentos de Fumiko Hayashi, siendo estos Bangiku (Crisantemos tardíos, 1948), Shirasagi (1949) y Suisen (Narciso, 1949). La historia de Bangiku, en la que se basa el episodio sobre el personaje de Kin, ha sido traducida al inglés por Lane Dunlop y está disponible en la antología A Late Chrysanthemum: Twenty-One Stories from the Japanese. Narciso, que inspiró el episodio con Tamae y Kiyoshi, ha sido traducido por Joan E. Ericson y está incluido en su libro Be a Woman: Hayashi Fumiko and Modern Japanese Women's Literature.

## Recepción
Crisantemos tardíos ocupó el puesto número siete en la lista de Kinema Junpō de las diez mejores películas japonesas de 1954, pero también recibió algunas críticas negativas. Los críticos Heiichi Sugimoto y Shinbi Iida reconocieron la caracterización de las protagonistas femeninas, que superaba los estereotipos de las películas de la época, y las actuaciones del reparto principal (Haruko Sugimura, habitualmente elegida para papeles secundarios, tiene uno de sus pocos papeles protagónicos en esta película), pero criticaron la falta de profundidad psicológica en comparación con las historias originales de Hayashi.
En retrospectiva, Crisantemos tardíos suele considerarse una de las mejores obras de Naruse. En su reseña de 2006 en el Chicago Reader, Jonathan Rosenbaum a tituló la película como «obra maestra», destacando su «energía y retrato vívido». Keith Uhlich de Slant Magazine le otorgó a la película cuatro estrellas y la calificó como «la película más perfecta de Naruse».

## Premios
- 1954: Premio Blue Ribbon a la mejor actriz de reparto para Yūko Mochizuki.[13]

## Legado
La película fue proyectada en el Museo de Arte de Berkeley y el Archivo de Cine del Pacífico en 1985, Museo de Arte Moderno en 1985, en el Harvard Film Archive en 2005, y en el Gene Siskel Film Center en 2006.